# ENECO Tour 2007
Die 3. Eneco Tour, auch Benelux-Rundfahrt, fand vom 22. bis 29. August 2007 statt. Sie wurde in einem Prolog und sieben Etappen über eine Distanz von 1132,3 km ausgetragen.
Die Rundfahrt fand eine Woche später als im Vorjahr statt. Die dritte Rundfahrt führte durch die Niederlande und Belgien. Luxemburg wurde wieder außen vor gelassen. Startberechtigt waren die 20 UCI ProTeams. Das Team Astana nahm auf Grund einer selbst verhängten Rennpause nicht teil. Daneben erhielten die zwei Professional Continental Teams Chocolade Jacques-Topsport Vlaanderen und Skil-Shimano eine Wildcard. Je Team starteten acht Fahrer.

## Etappen

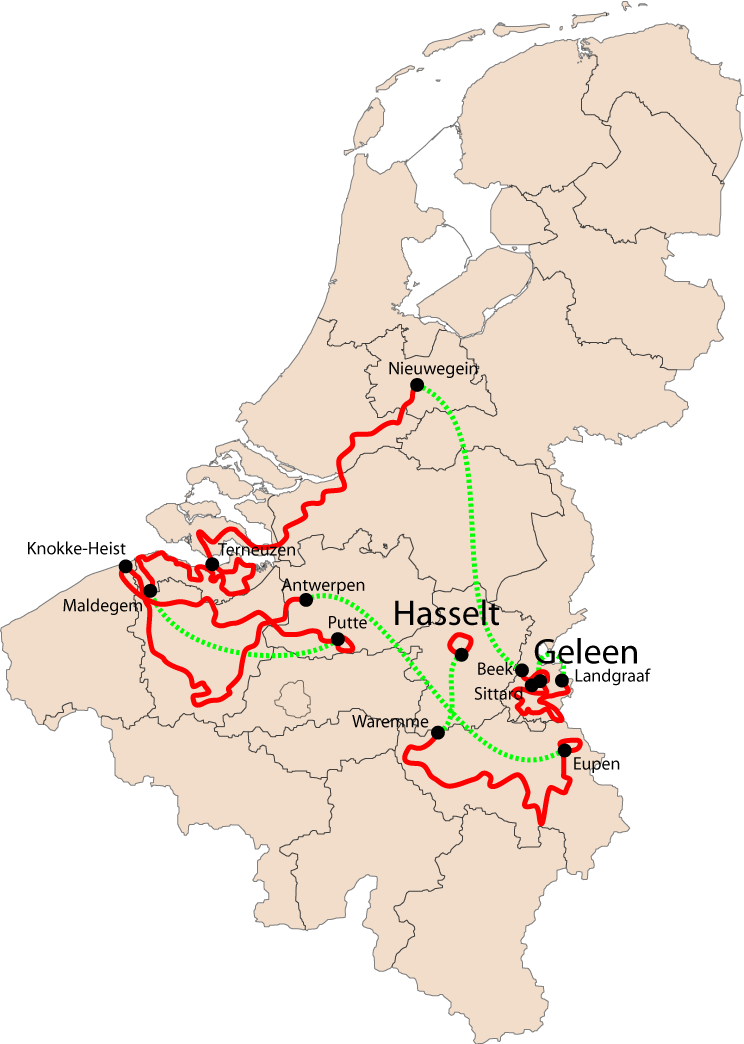

| Etappe    | Tag        | Start–Ziel                       | km         | Etappensieger      | Gesamtwertung       |
| Prolog    | 22. August | Hasselt (B)                      | 5,2 (EZF)  | Michiel Elijzen    | Michiel Elijzen     |
| 1. Etappe | 23. August | Waremme (B) – Eupen (B)          | 179        | Nick Nuyens        | Nick Nuyens         |
| 2. Etappe | 24. August | Antwerpen (B) – Knokke-Heist (B) | 204        | Mark Cavendish     | Nick Nuyens         |
| 3. Etappe | 25. August | Knokke-Heist (B) – Putte (B)     | 170,3      | Robbie McEwen      | Nick Nuyens         |
| 4. Etappe | 26. August | Maldegem (B) – Terneuzen (NL)    | 182,7      | Wouter Weylandt    | Nick Nuyens         |
| 5. Etappe | 27. August | Terneuzen (NL) – Nieuwegein (NL) | 185        | Luciano Pagliarini | Nick Nuyens         |
| 6. Etappe | 28. August | Beek (NL) – Landgraaf (NL)       | 179,5      | Pablo Lastras      | Thomas Dekker       |
| 7. Etappe | 29. August | Sittard-Geleen (NL)              | 29,6 (EZF) | Sébastien Rosseler | José Iván Gutiérrez |